# Kolja Pusch
Kolja Pusch (* 12. Februar 1993 in Wuppertal) ist ein deutscher Fußballspieler.

## Karriere

### Verein
Er begann mit fünf Jahren beim TSV 05 Ronsdorf, wo sein Vater früher im Tor stand, und wechselte mit zehn Jahren zum Lokalrivalen Grün-Weiß Wuppertal. Schnell wurden Scouts des Bundesligisten Bayer 04 Leverkusen auf ihn aufmerksam und nahmen ihn in die Jugendabteilung auf. Pusch durchlief alle Junioren-Mannschaften und überzeugte vor allem in der A-Jugend. Schon mit 18 Jahren spielte er in der zweiten Mannschaft und wurde in der folgenden Saison ein Leistungsträger.
Am 22. November 2012 feierte er sein Profidebüt in der Gruppenphase der Europa League gegen Metalist Charkiw. Er stand in der Startaufstellung und spielte bei der 0:2-Niederlage durch.
Zur Saison 2013/14 wechselte Pusch in die 3. Liga zum Chemnitzer FC, bei dem er einen bis zum 30. Juni 2015 gültigen Vertrag unterzeichnete. In der Winterpause der Saison 2014/15 schloss er sich dem Ligakonkurrenten SSV Jahn Regensburg an. Sein Punktspieldebüt für die Regensburger gab er am 31. Januar 2015 beim 3:0-Sieg im Heimspiel gegen Borussia Dortmund II mit Einwechslung für Andreas Geipl in der 63. Minute; zwei Minuten später erzielte er das Tor zum 2:0.
Im Sommer 2017 wechselte er zum 1. FC Heidenheim in die 2. Fußball-Bundesliga. Hier debütierte er am 5. August 2017, dem 2. Spieltag der Saison 2017/18, bei der 0:2-Niederlage gegen Eintracht Braunschweig. Sein erstes Tor für Heidenheim erzielte er beim 4:0-Sieg gegen die SpVgg Unterhaching in der ersten Hauptrunde des DFB-Pokals 2017/18 am 12. August 2017.
Im Januar 2019 wurde er an den österreichischen Bundesligisten FC Admira Wacker Mödling verliehen. Nach dem Ende der Leihe kehrte er zur Saison 2019/20 zu Heidenheim zurück. Für Heidenheim absolvierte er ein Zweitligaspiel, ehe er im September 2019 fest von der Admira verpflichtet wurde. Nach 17 weiteren Einsätzen für die Admira verließ er den Verein nach der Saison 2019/20.
Daraufhin kehrte er zur Saison 2020/21 nach Deutschland zurück und wechselte zum Drittligisten KFC Uerdingen 05, bei dem er einen bis Juni 2022 laufenden Vertrag erhielt. Pusch kam 34-mal (21-mal von Beginn) zum Einsatz und erzielte 2 Tore. Die Mannschaft erreichte zwar auf dem 16. Platz den sportlichen Klassenerhalt, jedoch konnte der insolvente KFC nicht mehr für die 3. Liga melden. Daraufhin verlor sein Vertrag seine Gültigkeit und er verließ den Verein.
Zur Saison 2021/22 schloss sich Pusch dem MSV Duisburg an, bei dem er einen Vertrag bis zum 30. Juni 2023 unterschrieb. Nach dem Abstieg der Meidericher im Sommer 2024 musste Pusch den Verein verlassen, er schloss sich dem Oberligisten TSV Meerbusch an.

### Nationalmannschaft
Pusch absolvierte acht Länderspiele für die U-16-Nationalmannschaft; für die U-17-Nationalmannschaft absolvierte er elf Spiele, in denen er vier Tore erzielte.

## Auszeichnungen
- Preisträger der Fritz-Walter-Medaille in Bronze in der Kategorie U-17

## Erfolge
- Meister der Regionalliga Bayern 2016 und Aufstieg in die 3. Liga (mit dem SSV Jahn Regensburg)
- Aufstieg in die 2. Fußball-Bundesliga 2017 mit dem SSV Jahn Regensburg